# Richard Lawson (General)
Sir Richard George Lawson, KCB, DSO, OBE (* 24. November 1927; † 9. Mai 2023) war ein britischer Offizier der British Army, der unter anderem zuletzt als General von 1982 bis 1986 Oberkommandierender der Alliierten Streitkräfte der NATO in Nordeuropa AFNORTH (Commander-in-Chief, Allied Forces Northern Europe) war.

## Leben

### Offiziersausbildung, Offizier und Einsatz in der Kongo-Krise
Richard George Lawson begann nach dem Schulbesuch eine Offiziersausbildung an der Royal Military Academy Sandhurst und trat nach deren Abschluss am 15. Juli 1948 als Leutnant (Second Lieutenant) in das Royal Tank Regiment ein, die Panzertruppen der British Army. Während seiner darauf folgenden Verwendungen als Offizier wurde er am 15. Juli 1950 zum Oberleutnant (Lieutenant) sowie am 16. Juli 1961 zum Major befördert.
Im Dezember 1961 meldete sich Lawson während der Kongo-Krise freiwillig zum Dienst für die Operation der Vereinten Nationen in Kongo ONUC (United Nations Operation in the Congo) und war zu der Zeit als Abordnung des 1. Bataillons (1st Royal Tank Regiment) der nigerianischen Armee zugeteilt. Er diente in Süd-Kasai und dann in der Provinz Katanga, wo er für seine Rolle bei der Rettung mehrerer Gruppen von Missionaren kurz berühmt wurde und von der Boulevardzeitung Daily Express in Anlehnung an König Richard Löwenherz den Spitznamen „Dick the Lionheart“ erhielt. 1963 veröffentlichte er ein Buch über seine Zeit im Kongo mit dem Titel Strange Soldiering: Major Lawson’s own dramatic story of his experiences with the third Nigerian brigade. Für seine militärischen Verdienste wurde er am 30. März 1962 zum Companion of the Distinguished Service Order (DSO) ernannt, während der nigerianische Offizier, Major Conrad Nwawo vom 1st Battalion, The Queen’s Own Nigeria Regiment, der ihn begleitete, mit dem Military Cross (MC) ausgezeichnet wurde. Er erhielt auch das Offizierskreuz des Ordens der Krone von Belgien sowie das Ritterkreuz des Päpstlichen Ordens von St. Sylvester.

### Einsatz im Südjemen
Nach verschiedenen darauf folgenden Verwendungen war Dick Lawson von März bis November 1967 Generalstabsoffizier Erster Klasse GSO1 (General Staff Officer Grade 1) der in der Südarabischen Föderation stationierten britischen Streitkräfte, wo er lokale Offiziere in Stabsaufgaben ausbildete und den Übergang zur Bildung der eigenständigen Truppen des neu entstandenen Südjemen beaufsichtigte. In dieser Funktion wurde er am 30. Juni 1967 zum Oberstleutnant (Lieutenant-Colonel) befördert und erhielt zudem für seine dortigen Verdienste am 8. Juni 1968 bei den „Queen's Birthday Honours“ das Offizierskreuz des Order of the British Empire (OBE).
Bereits im Januar 1968 hatte Lawson den Posten als Kommandeur (Commanding Officer) des 5. Bataillons des Panzerregiments (5th Royal Tank Regiment) übernommen und hatte diesen bis zur Auflösung des Bataillons im November 1969 inne. Nach darauf folgenden weiteren Verwendungen wurde er am 8. Juli 1971 zum Oberst (Colonel) befördert.

### Aufstieg zum General
Nach seiner Beförderung zum Brigadegeneral (Brigadier) am 31. Dezember 1971 löste Richard Lawson Brigadegeneral John Wilfred Stanier als Kommandeur der 20. Panzerbrigade (20th Armoured Brigade) ab, die sogenannte „The Iron Fist“. Er hatte diesen Posten bis Dezember 1973 inne und wurde daraufhin von Brigadegeneral Maurice Robert Johnston abgelöst. Nach darauf folgenden Verwendungen wurde er am 7. November 1977 Nachfolger von Generalmajor David Alexander-Sinclair als Kommandeur der in Verden an der Aller stationierten 1. Panzerdivision (General Officer Commanding, 1st Armoured Division). Er verblieb auf diesem Posten bis zum 3. November 1979 und wurde daraufhin von Generalmajor Geoffrey Howlett abgelöst. In dieser Verwendung wurde er am 30. Juni 1978 zum Generalmajor (Major-General) befördert, wobei diese Beförderung auf den 1. April 1976 zurückdatiert wurde.
Nach Beendigung seiner Verwendung als Divisionskommandeur übernahm Lawson nach seiner Beförderung zum Generalleutnant (Lieutenant-General) im Dezember 1979 von Generalleutnant Timothy Creasey den Posten als Kommandeur des Militärbezirks Nordirland (General Officer Commanding, Northern Ireland District) und bekleidete diesen bis Juni 1982, woraufhin Generalleutnant Robert Richardson ihn ablöste. Am 31. Dezember 1979 wurde er zum Knight Commander des militärischen Zweiges des Order of the Bath (KCB) geschlagen und führte seither den Namen „Sir“. Er war zudem zwischen dem 1. Januar 1980 und dem 1. Juni 1982 Colonel Commandant des Royal Tank Regiment. Zuletzt wurde er am 15. November 1982 zum General befördert und wurde als Nachfolger General Sir Anthony Farrar-Hockley Oberkommandierender der Alliierten Streitkräfte der NATO in Nordeuropa AFNORTH (Commander-in-Chief, Allied Forces Northern Europe). Er hatte diese Position bis zu seiner abermaligen Ablösung durch General Sir Geoffrey Howlett bis zum 10. Februar 1986. Am 28. Mai 1986 trat er in den Ruhestand.

## Veröffentlichung
- Strange Soldiering: Major Lawson’s own dramatic story of his experiences with the third Nigerian brigade, 1963